# Fidelitas (nave mercantile)
Il Fidelitas (già Bolton Castle) è stato un piroscafo da carico italiano (ed in precedenza britannico), violatore di blocco durante la seconda guerra mondiale.

## Storia
Costruito nel 1914 nei cantieri William Hamilton & Company Ltd. di Port Glasgow (numero di cantiere 296) per la Lancashire Shipping Company Ltd. di Liverpool (armatore J. Chambers), il piroscafo, che portava il nome di Bolton Castle, era una nave da carico da 5739 (o 5826) tonnellate di stazza lorda e 3959 tonnellate di stazza netta. La nave venne utilizzata sulla linea Londra-Genova-Singapore-Manila-New York.
Nel 1937 il Bolton Castle fu comprato dalla Minerva Steam Ship Company (armatore Fred Hunter) di Londra. Nel 1939 il piroscafo venne acquistato dalla Società anonima di Navigazione Mare Nostrum (armatore A. Ravano), con sede a Genova, venendo ribattezzato Fidelitas ed iscritto con matricola 2239 al Compartimento marittimo di Genova. Secondo altre fonti la nave divenne di proprietà della società Mare Nostrum non dopo acquisto, ma in seguito al suo sequestro, nel 1939, da parte delle autorità italiane.
Il 21 maggio 1940, poche settimane prima della fine del periodo di «non belligeranza» dell'Italia, il Fidelitas fu accidentalmente colpito e danneggiato durante un bombardamento aereo tedesco su Anversa.
All'ingresso dell'Italia nella seconda guerra mondiale, il 10 giugno 1940, il Fidelitas si trovava a La Coruña, in Spagna, dove venne internato. Nel settembre 1940 il piroscafo si trasferì ad El Ferrol.
Nel frattempo lo Stato Maggiore della Regia Marina aveva proposto ed ottenuto di mettere a punto un piano per far forzare il blocco alleato da parte dei mercantili rifugiati nelle nazioni neutrali più benevole nei confronti dell'Italia (Spagna, Brasile e Giappone) e farli giungere a Bordeaux, base atlantica italiana (Betasom) nella Francia occupata: le navi sarebbero passate sotto il controllo delle forze tedesche, mentre i carichi (ancora a bordo da quando, dopo la dichiarazione di guerra, si erano rifugiate nei porti neutrali) sarebbero stati trasferiti in Italia via terra. Dopo la trasmissione delle istruzioni da seguire per la partenza ed il viaggio, venne organizzata la partenza dei vari mercantili, iniziando dalla Spagna continentale, dalla quale, tra il febbraio ed il giugno 1941, si trasferirono a Bordeaux i mercantili Clizia, Capo Lena ed Eugenio C.. Venne quindi organizzato il trasferimento delle navi che si trovavano nelle Canarie, 17 in tutto: tra aprile e giugno partirono i piroscafi. Era poi stato organizzato il trasferimento delle navi che si trovavano nelle Canarie: tra aprile e giugno si erano trasferiti in Francia i mercantili Capo Alga, Burano, Todaro, Ida ed Atlanta, mentre erano andate perdute le navi cisterna Recco, Sangro e Gianna M. ed il piroscafo Ernani. Toccò quindi alle navi bloccate in Brasile: tra il marzo e l'agosto 1941 raggiunsero la Francia le navi Frisco, XXIV Maggio, Butterfly, Monbaldo, Africana ed Himalaya (quest'ultima proveniente dall'Eritrea), mentre andarono perdute la motocisterna Franco Martelli ed il piroscafo Stella. Dall'Estremo Oriente giunsero in Francia anche le motonavi Cortellazzo, Pietro Orseolo e Fusijama.
Il Fidelitas, insieme ad un altro piroscafo internato ad El Ferrol, il Drepanum, fu l'ultima nave italiana a cercare di raggiungere Bordeaux forzando il blocco Alleato (eccetto i mercantili utilizzati per il trasporto della gomma e delle materie prime dall'Estremo Oriente). Nel marzo 1942 i due piroscafi lasciarono El Ferrol e si trasferirono a Bordeaux. Il Fidelitas operò poi per conto delle forze tedesche, anche nelle acque dell'Europa settentrionale.
Il 10 aprile 1943, in particolare, il mercantile fece parte di un convoglio di otto trasporti (oltre al Fidelitas, Stadt Emden, Klaus Howaldt, Hanau, Willy, Liselotte Essberger, Bera, Maurita), scortati da undici unità minori tedesche (i motodragamine R 89 e R 152, le unità minori V 5902, V 5903, V 6109, V 6102, V 6103 e V 6110, i cacciasommergibili UJ 1101, UJ 1102 e UJ 1106), che alle 15.11 di tale giorno venne attaccato, al largo di Sletnes, nel Tanafjord (Finnmark, Norvegia), dal sommergibile sovietico S 56, che lanciò infruttuosamente due siluri. La scorta reagì con un lancio di bombe di profondità. Dopo il tentato siluramento il convoglio venne bombardato da aerei sovietici.
In seguito alla proclamazione dell'armistizio dell'8 settembre 1943 il Fidelitas venne catturato dalle forze tedesche a Bordeaux, passando sotto il controllo del Reichsverkehrsministerium (ministero dei trasporti) di Berlino, che lo diede in gestione alla compagnia Dampfschifffahrts-Gesellschaft Hansa di Brema. Nuovamente trasferita nel Mare del Nord, l'unità fu adibita al traffico con la Norvegia e la Danimarca.
Alle 13.30 del 27 novembre 1944 il Fidelitas, insieme al piroscafo Jersbek, lasciò il porto di Ålesund, nel Sulafjord, ma poco dopo la partenza, intorno alle 14.05, il mercantile venne attaccato da aerei britannici tipo Bristol Beaufighter degli Squadrons 404th e 489th, che lo mitragliarono e quindi lo colpirono con due siluri, provocandone il rapido affondamento, mentre il Jersbek fu danneggiato. Poco dopo l'inabissamento si verificò una grossa esplosione subacquea, che provocò altre vittime tra i naufraghi. Nove uomini si salvarono a nuoto o su zattere e canotti, mentre i rimanenti 39 membri dell'equipaggio trovarono la morte nell'affondamento (solo quattro corpi furono recuperati). L'equipaggio della nave era composto anche da elementi ucraini (7), tedeschi (15, tra cui 12 militari imbarcati per la gestione delle armi contraeree), russi (2) e norvegesi (1), ma per la maggior parte (23 uomini) era composto da marittimi italiani del precedente equipaggio. Vi erano due comandanti, il capitano tedesco Jansen e l'italiano Giacomoc. I superstiti furono 6 marittimi italiani, due sovietici ed un tedesco, mentre morirono o risultarono dispersi 17 italiani, 7 ucraini, 14 tedeschi (tra cui tutti i militari addetti all'armamento) ed un norvegese.
Il relitto del Fidelitas è stato individuato nel 1988 ad una profondità compresa tra i 95 ed i 106 metri.